# Hetvehely
Hetvehely é um município da Hungria, situado no condado de Baranya. Tem 21,38 km² de área e sua população em 2019 foi estimada em 455 habitantes.